# 닭의덩굴

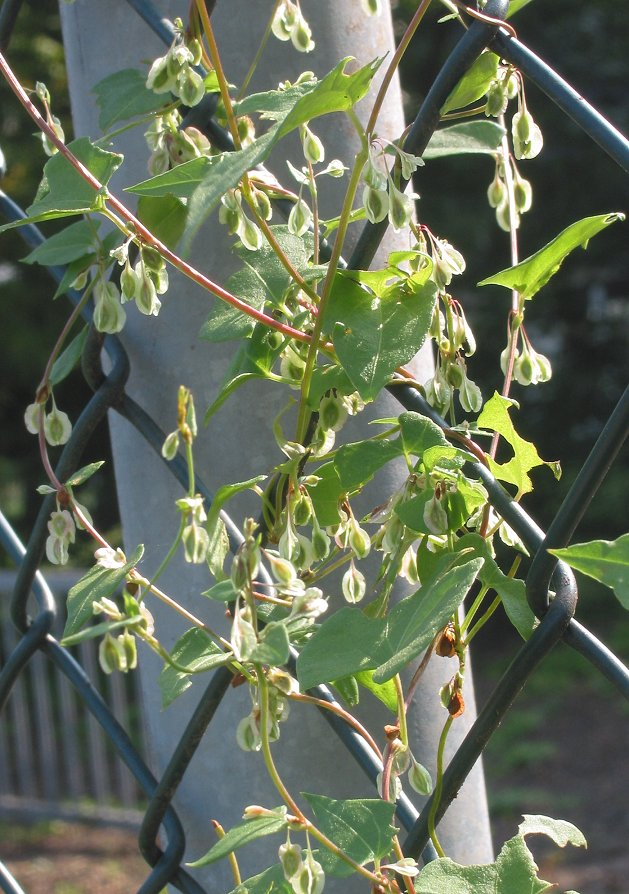

닭의덩굴(Bilderdykia dumetora, Fallopia dumetorum, Fallopia dumetora)은 유럽 원산의 귀화 식물로 여러해살이 덩굴식물이다. 전체에 털이 없으나 잎의 양면 맥 위와 가장자리에는 잔 돌기가 있다. 줄기는 가늘고 길며 다른 물체를 감고 길이 2m 정도 자란다. 잎은 어긋나고 길이 5-7㎝의 난형으로 끝이 뾰족하며 밑은 심장밑 모양이고 긴 잎자루가 있다. 꽃은 붉은색이 돌며 6-9월에 잎겨드랑이에서 나와 총상꽃차례를 이룬다. 꽃덮이는 길이 2㎜ 정도이고 꽃이 핀 다음 작은 꽃대가 자라서 3-6㎜로 되며 3개의 바깥조각은 뒷면에서 날개가 발달하여 밑부분이 작은 꽃대로 흘러서 둥근 모양으로 된다. 열매는 수과(瘦果)로 세모진 타원형이며 다소 윤기가 있는 검은색이다.